# Se di molta terra abbia bisogno un uomo
Se di molta terra abbia bisogno un uomo  (in russo  Много ли человеку земли нужно ?, Mnogo li čeloveku zemli nužno) è un racconto di Lev Tolstoj scritto nel 1885 e pubblicato nel 1886. Argomento del racconto è la vicenda di Pachòm, un contadino che, ossessionato dal desiderio di acquistare una quantità sempre più grande di terra da coltivare, alla fine avrà bisogno di soli tre aršin di terra, lo spazio occupato dalla sua sepoltura.

## Genesi dell'opera
Il racconto fu scritto tra il maggio e il giugno 1885, e fu pubblicato l'anno successivo dapprima sul numero 4 della rivista «Русское богатство» (traslitt. Russkoe bogatstvo, Ricchezza russa) e poco dopo nel volume «Три сказки Льва Толстого» (traslitt. Tri skazki, Tre fiabe) presso la casa editrice Posrednik di Mosca.
È probabile che l'episodio finale di questo racconto sia stato ispirato a Tolstoj dalla lettura delle Storie di Erodoto fatta dallo scrittore russo nel 1871, durante un suo viaggio presso i Baškiri, ritenuti discendenti dagli antichi Sciti. Narra infatti lo storico greco:
(Erodoto, Storie, Libro IV, cap. 7; traduzione di Augusta Izzo d'Accinni, Milano: Biblioteca universale Rizzoli, 2001, p. 723, ISBN 88-17-86649-0)

## Trama
Due sorelle, una moglie di un mercante di città e l'altra moglie di Pachòm, un mužik, ossia un contadino, parlano della vita dei rispettivi mariti. Secondo la moglie del mužik, i contadini non hanno paura di nessuno e non possono essere soggetti alle tentazioni da parte del diavolo, come può invece accadere a coloro che vivono in città. Pachòm, che ascolta la conversazione, si rammarica fra sé e sé di avere poca terra, perché se avesse terra, non avrebbe paura neanche del diavolo. Il diavolo, che ascolta tutto, si rallegra di questa vanteria: gli darà l'opportunità di ottenere molta terra, e scommette che sarà proprio con il possesso della terra che riuscirà a mettere nel sacco il mužik.
Poco tempo dopo, la bàrynja (nobile proprietaria terriera) del villaggio decide di vendere le sue proprietà; come tutti i contadini del villaggio, anche Pachòm riesce ad acquistare un pezzo di terra di 15 desjatine che riuscì a pagare in appena due anni. La sua vita è diventata più confortevole, ma nascono dispiaceri a causa di coloro—contadini poveri o pastori—che non rispettano i confini della sua proprietà. Un mužik di passaggio lo informa che nell'oltre-Volga sono disponibili in concessione numerosi appezzamenti di terra fertile, e Pachòm decide perciò di emigrare nei nuovi territori da colonizzare.

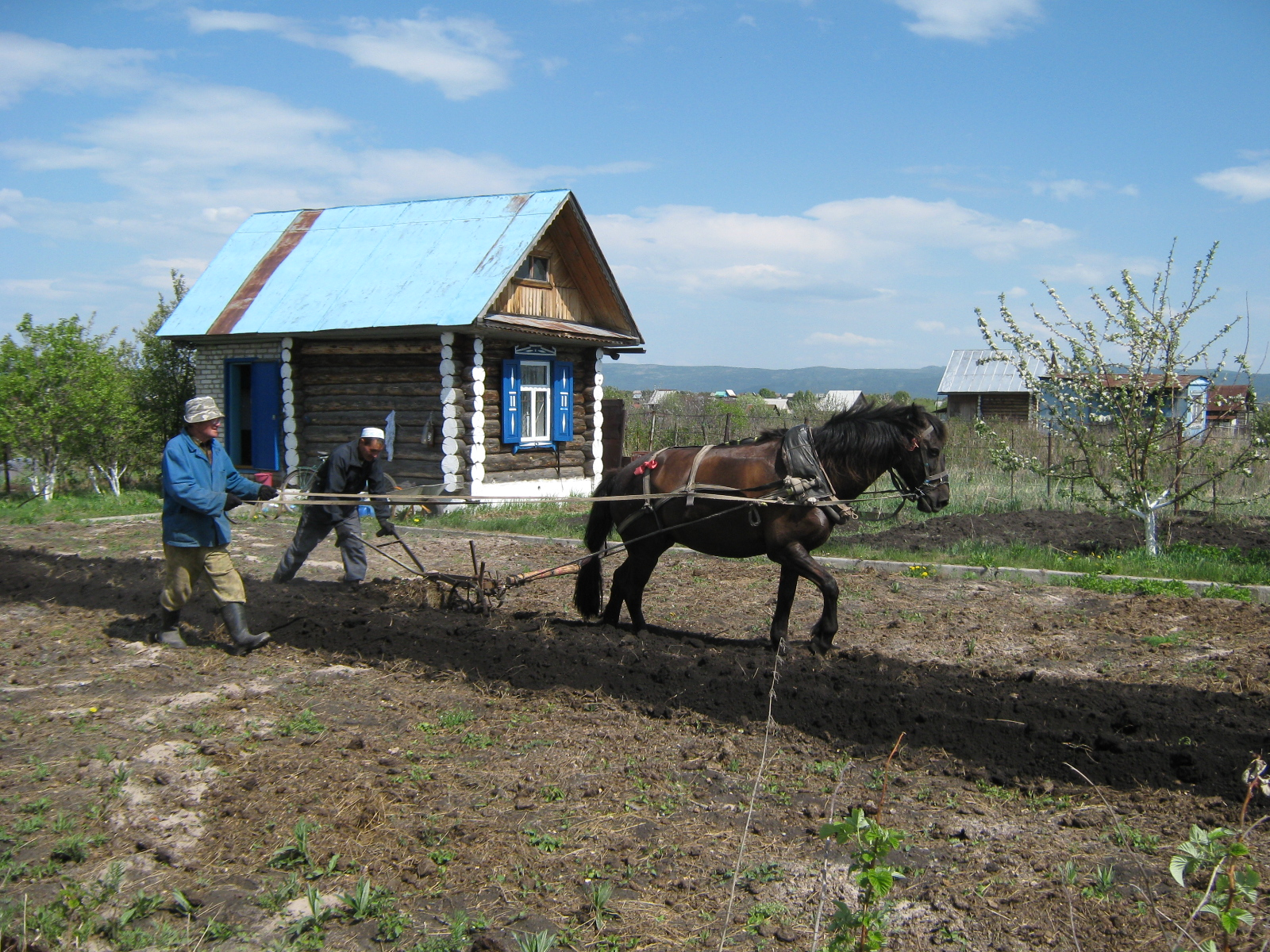
Contadini baškiri

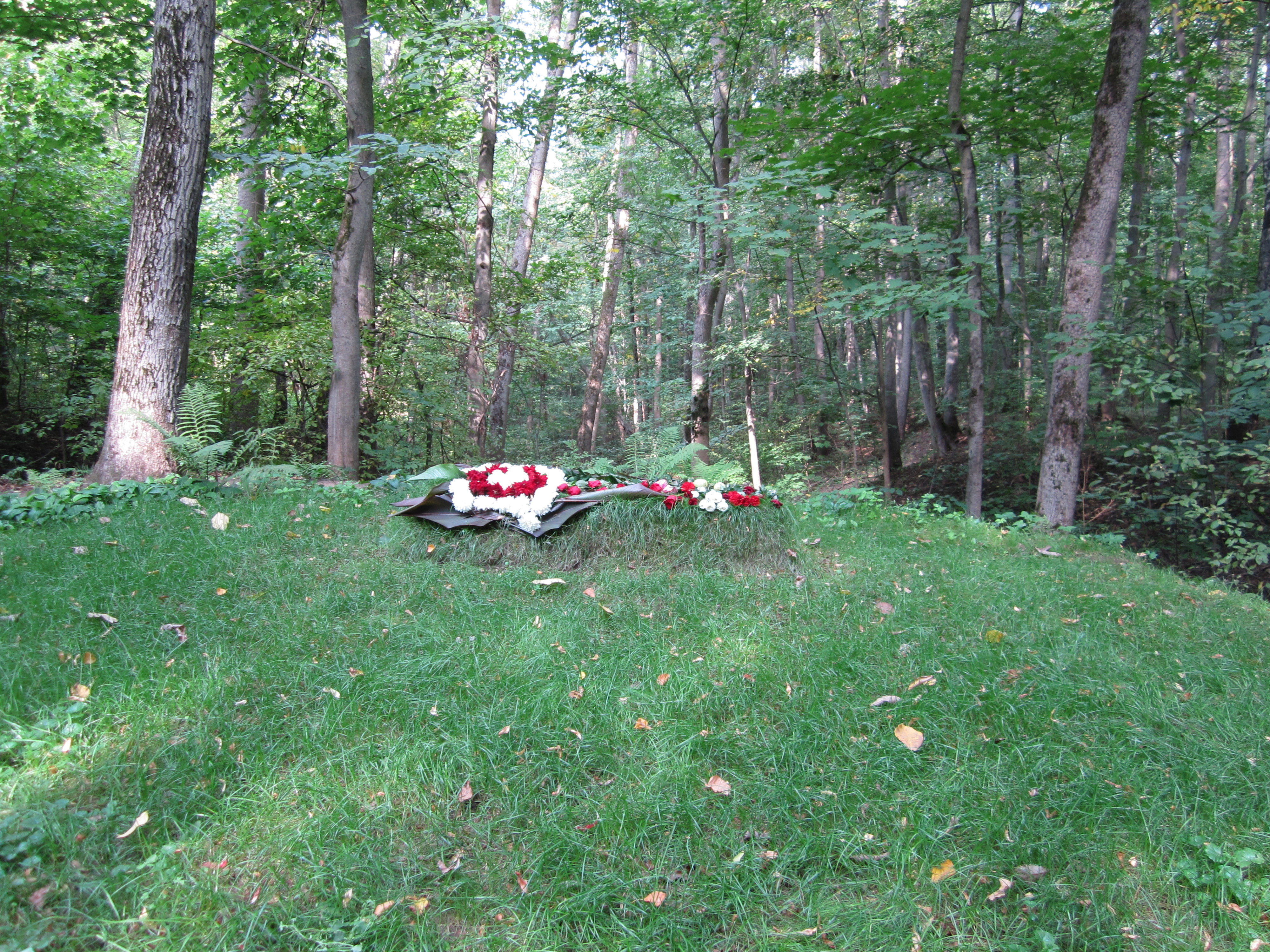
Sepoltura di Lev Tolstoj a Jasnaja Poljana

Dopo la vendita delle terre nel villaggio natale, Pachòm ottiene in concessione 50 desjatine di terra fertile da grano e da foraggi oltre-Volga. Per tre anni si verificano ottime annate, Pachòm comincia a mettere soldi da parte; ma ritiene che sia rischioso produrre su terreni ottenuti in concessione. Cerca perciò di informarsi dove sia possibile comperare terra a buon mercato. Sta per acquistare 500 desjatine da un mužik che si era rovinato e vendeva i suoi appezzamenti per soli 1500 rubli, quando sente dire da un mercante di passaggio che presso i Baškiri per la stessa cifra è possibile ottenere estensioni di terra molto più vaste.
Pachòm si reca dai Baškiri, un popolo ospitale e ingenuo, nel cui territorio sono disponibili enormi quantità di terra fertile non coltivata. Pachòm cerca di comprare della terra e si sente rispondere che per 1000 rubli può acquistare un appezzamento di terreno il cui perimetro corrisponde al percorso che riuscirà a fare in un giorno di cammino; se tuttavia prima del tramonto non riuscirà a ritornare al punto di partenza, Pachòm perderà i suoi 1000 rubli. Pachòm accetta: si crede capace di percorrere almeno 50 verste in un giorno, un percorso in grado di delimitare una superficie enorme di terreno.
Durante la notte Pachòm fa un sogno: sente qualcuno ridere a crepapelle; si alza per vedere chi sia, e scopre che è il baškiro che gli ha fatto l'ultima proposta. Pachòm gli si avvicina e si accorge che in realtà l'uomo che ride è il mercante che lo ha informato sulla disponibilità di terra presso i Baškiri. Pachòm gli rivolge la parola l'uomo che ride si trasforma nel mužik che lo ha informato della possibilità di ottenere della terra in concessione oltre-Volga; poco dopo il mužik si trasforma nel diavolo, con corna e zoccoli, dinanzi al quale è disteso un uomo. Pachòm guarda attentamente quest'ultimo e scopre che si tratta di lui stesso morto. Spaventato si sveglia: è l'alba e ritiene sia il momento di iniziare il percorso per ottenere la terra.
Pachòm cerca di delimitare quanta più terra è possibile. Poco prima del tramonto si rende tuttavia conto di essere lontano dal punto di partenza; per evitare di non fare in tempo inizia a correre più veloce che può. Arriva finalmente al punto di partenza proprio quando il sole sta tramontando. I baškiri gli fanno i complimenti, ma Pachòm, esausto per la fatica finale, cade a terra morto. Un suo dipendente scava allora una fossa lunga soli tre aršin di lunghezza (poco più di due metri): è l'ironica risposta al quesito contenuto nel titolo del racconto.

## Giudizi
James Joyce scrisse alla propria figlia che questo racconto di Tolstoj era "the greatest story that the literature of the world knows". Un altro ammiratore di questo racconto fu il filosofo austro-inglese Ludwig Wittgenstein.

## Edizioni
- Due racconti (I vicini, Di quanta terra ha bisogno un uomo?), Roma: Castaldi, 1954
- «Quanta terra ci vuole per un uomo?» Novella inserita dalla pagina 119 di «Cuori in Pena - La Vittima» di Giorgio Ohnet. Collezione «Il Romanzo per tutti» - Napoli - Lubrano e Ferrara Editori Via Costantinopoli, 103 - Anno 1910.
- «Di quanta terra ha bisogno un uomo?». In: Donatella Dolcini (a cura di) I racconti di Tolstoj, (reinterpretati per la cultura indiana da Prem Cand), Milano: Mimesis, 1999, pp. 153 e segg., ISBN 88-87231-42-7 (Google libri)
- Quanta terra serve a un uomo?, Annelise Heurtier, Raphaël Urwiller; da una novella di Lev Tolstoj; traduzione di Paolo Cesari, Roma: Orecchio Acerbo, 2015, (Edizione per ragazzi), ISBN 9788899064082

## Adattamenti
- Scarabea - Di quanta terra ha bisogno un uomo? film italo-tedesco del 1968 diretto da Hans-Jürgen Syberberg con Nicoletta Machiavelli, Walter Buschhoff, Franz von Treuber, Karsten Peters e Norma Jordan[3]